# Issia
Issia är en ort i Elfenbenskusten. Den ligger i distriktet Sassandra-Marahoué i den sydvästra delen av landet, 150 km väster om huvudstaden Yamoussoukro. Folkmängden uppgår till cirka 50 000 invånare.